# Lista de condados em Portugal
Esta é uma lista dos Condados criados em Portugal.

## História

### Origens
O uso de títulos de Conde em terras portuguesas é mais antigo que a fundação da Nacionalidade. Já no tempo dos Reis Godos era comum a outorga de títulos condais.
Antes de ascender a Reino independente, Portugal foi um Condado, governado por Condes soberanos, mas vassalos do Reino de Leão. 
O primeiro título condal outorgado no Reino de Portugal de que há registo histórico foi criado pelo Rei D. Sancho I em favor de D. Mendo de Sousa, o Sousão, 4.º Senhor da Casa de Sousa. Os títulos de Conde outorgados nos séculos XII e XIII tinham natureza pessoal.
O mais antigo Condado de natureza territorial é o de Barcelos, criado pelo Rei D. Dinis I, por Carta Régia de 8 de Maio de 1298, em favor de D. João Afonso Teles de Meneses.
Posteriormente foram criados mais três Condados: Arraiolos, Viana (da Foz do Lima) e Ourém. Os títulos de Conde de Arraiolos e Conde de Viana (da Foz do Lima) foram outorgados pelo Rei D. Fernando I a D. Álvaro Pires de Castro. O mesmo Rei criou o título de Conde de Ourém, por Carta Régia de 1370, a favor de D. João Afonso Telo de Menezes, 4.º conde de Barcelos.
Vagos os primeiros Condados criados em Portugal, reverteram todos para a Coroa. D. João I outorga, de juro e herdade, os títulos de Conde de Barcelos, Conde de Arraiolos e Conde de Ourém ao Santo Condestável D. Nuno Álvares Pereira, em reconhecimento dos seus feitos militares em favor da manutenção da independência de Portugal durante a Crise de 1383-1385.

### Estatuto

Coronel heráldico de Conde no Reino de Portugal.

Todos os Condes em Portugal gozavam, por inerência, de Grandeza, ou seja eram Grandes do Reino.
Aquando da criação ou por concessão posterior, alguns títulos de Conde foram outorgados com Honras de Parente da Casa Real, com tratamento de Sobrinho ou de Primo d´El Rei, sendo designados por Condes-Parentes. Estes tinham precedência sobre os demais Grandes do Reino, independente do grau ou antiguidade dos títulos, figurando no protocolo logo após os Duques-Parentes e os Marqueses-Parentes. 
Os Condes de juro e herdade precedem aos demais, seguindo depois a precedência geral pela antiguidade do título. 
Tal como os demais títulos nobiliárquicos portugueses os títulos de Conde podiam ser concedidos com carácter hereditário ou vitalício. São títulos hereditários os outorgados de juro e herdade (perpétuos) e os concedidos em vidas (2, 3 ou 4 vidas). São títulos vitalícios os renovados em vida (restritos ao novo titular) e os concedidos em vida (restritos ao 1.º titular).

## Condados criados em Portugal
Foram criados os seguintes Condados em Portugal:
| Brasão                                              | Título                                                                               | Criação                             | Primeiro titular | Tipo                                                                                     | Representante |
| --------------------------------------------------- | ------------------------------------------------------------------------------------ | ----------------------------------- | --- | ---------------------------------------------------------------------------------------- | --- |
|                                                     | Conde de Abrantes                                                                    | 13 de Junho de 1476                 | D. Lopo de Almeida | juro e herdade                                                                           | D. José Maria da Piedade de Lancastre e Távora |
|                                                     | Conde de Agarez                                                                      | 5 de Setembro de 1908               | Francisco Alves Machado, 1.º Visconde de Agarez | em vida                                                                                  | extinto |
|                                                     | Conde de Agrolongo                                                                   | 23 de Janeiro de 1904               | José Francisco Correia, 1.º Visconde de Sande | em vida                                                                                  | extinto |
|                                                     | Conde de Águeda                                                                      | 4 de Fevereiro de 1905              | Manuel Homem de Melo da Câmara | em vida                                                                                  | João Manuel Lagos Homem de Melo |
|                                                     | Conde de Aguiar                                                                      | 17 de Dezembro de 1808              | D. Fernando José de Portugal e Castro, depois 2.º Marquês de Aguiar | vitalício                                                                                | extinto |
|                                                     | Conde de Albuquerque                                                                 | 19 de Março de 1909                 | Duarte de Andrade Albuquerque de Bettencourt | vitalício                                                                                | D. Augusto Duarte de Andrade Albuquerque Bettencourt de Ataíde                                                                                       |
|                                                     | Conde das Alcáçovas                                                                  | 1 de Dezembro de 1834               | D. Francisco de Sales Henriques Faria Saldanha Vasconcelos e Lancastre, 14º senhor das Alcáçovas                                                                             | juro e herdade                                                                           | Luís Perez Quesada Henriques de Lancastre |
|                                                     | Conde de Alcântara (1ª Criação)                                                      | 6 de Maio de 1858                   | Rudolf Maria Bernhard | em vida                                                                                  | extinto |
| Lobão telo                                          | Conde de Alcântara (2ª Criação)                                                      | 25 de Maio de 1890                  | João José de Alcântara, 1.º Visconde de Alcântara | em vida                                                                                  | extinto |
|                                                     | Conde de Alcoutim                                                                    | 15 de Novembro de 1496              | D. Fernando de Meneses, 2.º Marquês de Vila Real | juro e herdade                                                                           | Maria Mafalda da Silva de Noronha Wagner |
|                                                     | Conde de Alegrete                                                                    | 1 de Julho de 1644                  | Matias de Albuquerque | em vida                                                                                  | Ana Maria da Piedade Teles da Silva Caminha e Menezes                                                                                                |
|                                                     | Conde de Alentém                                                                     | 24 de Março de 1890                 | António Barreto de Almeida Soares de Lencastre, 1.º Conde de Alentém | em vida                                                                                  | extinto |
|                                                     | Conde de Alferrarede                                                                 | 1882                                | Carlos de Sá Pais do Amaral Pereira de Meneses | em vida                                                                                  | Miguel Maria de Sá Pais do Amaral |
|                                                     | Conde de Alhandra                                                                    | 6 de Fevereiro de 1826              | João Lobo Brandão de Almeida, 1.º Visconde de Alhandra | em vida                                                                                  | extinto |
| Armas dos Condes de Almada                          | Conde de Almada                                                                      | 4 de Maio de 1793                   | D. Lourenço José Boaventura de Almada | juro e herdade                                                                           | Lourenço José de Almada |
|                                                     | Conde de Almarjão                                                                    | 5 de Fevereiro de 1903              | Luís do Rego Barreto da Fonseca Magalhães Pereira Leite da Costa e Silva | em vida                                                                                  | extinto |
| Armas do Conde de Almeida                           | Conde de Almeida                                                                     | 23 de Junho de 1875                 | Carlos Augusto de Almeida | em vida                                                                                  | extinto (1902) |
|                                                     | Conde de Almedina                                                                    | 13 de Abril de 1882                 | Delfim Deodato Guedes | em vida                                                                                  | Peter Manuel Arthur Christian Simon |
|                                                     | Conde de Almeida Araújo                                                              | 18 de Junho de 1901                 | Joaquim Palhares de Almeida Araújo | em vida                                                                                  | Alberto Carlos Correia de Almeida Araújo |
|                                                     | Conde de Almendra                                                                    | 26 de Dezembro de 1906              | José Caetano Saraiva Caldeira de Miranda | em vida                                                                                  | extinto |
|                                                     | Conde de Almoster                                                                    | 1 de Dezembro de 1834               | Augusto Carlos de Saldanha Oliveira e Daun, filho de João Carlos Saldanha Oliveira Daun, 1.º Duque de Saldanha                                                               | em vida                                                                                  | D. Nuno Manuel de Saldanha Oliveira e Daun |
|                                                     | Conde de Alpedrinha                                                                  | 30 de Agosto de 1834                | José Sebastião de Saldanha de Oliveira e Daun, 1.º Conde de Alpedrinha | em vida                                                                                  | D. Lourenço da Bandeira Manoel de Vilhena de Freitas                                                                                                 |
|                                                     | Conde de Alpendurada                                                                 | 25 de Maio de 1882                  | João Batista Pereira da Rocha | em vida                                                                                  | João Diogo Leite Pereira de Magalhães |
|                                                     | Conde de Alte                                                                        | 4 de Junho de 1868                  | João Carlos da Franca Horta Telles Machado, 1.º Visconde de Alte | em vida                                                                                  | António José da Franca Horta Machado |
|                                                     | Conde de Alto Mearim                                                                 | 1 de Setembro de 1891               | José João Martins de Pinho, 1.º Barão de Alto Mearim | em vida                                                                                  | José João Neto Rebelo Roque de Pinho |
|                                                     | Conde de Alva                                                                        | 29 de Abril de 1729                 | D. João de Sousa e Ataíde | em vida                                                                                  | José Luís Andrade de Vasconcelos e Sousa |
|                                                     | Conde de Alvelos                                                                     | 19 de Setembro de 1853              | José de Magalhães e Meneses de Vilas-Boas | em vida                                                                                  | |
|                                                     | Conde de Alves Machado                                                               | 18 de Junho de 1896                 | Manuel Joaquim Alves Machado, 1.º Visconde de Alves Machado | em vida                                                                                  | |
|                                                     | Conde de Alviela                                                                     | 18 de Junho de 1838                 | Albert Joseph Goblet | em vida                                                                                  | extinto |
|                                                     | Conde de Alvito                                                                      | 11 de Junho de 1788                 | D. Fernando José Lobo da Silveira Quaresma, 2.º Marquês e 12.º Barão de Alvito                                                                                               | em vida                                                                                  | |
|                                                     | Conde de Alvor (1.ª criação)                                                         | 4 de Fevereiro de 1683              | Francisco de Távora | em vida                                                                                  | D. António Maria Infante da Camara Mascarenhas |
|                                                     | Conde de Amarante                                                                    | 13 de Maio de 1811                  | Francisco da Silveira Pinto da Fonseca | em vida                                                                                  | Maria Manuela Salgado da Silveira Pinto da Fonseca                                                                                                   |
|                                                     | Conde do Ameal                                                                       | 22 de Junho de 1901                 | João Maria Correia Aires de Campos | em vida                                                                                  | João Miguel de Sousa Machado Aires de Campos |
|                                                     | Conde de Anadia                                                                      | 17 de Dezembro de 1808              | João Rodrigues de Sá e Melo, 1.º Visconde de Anadia | em vida                                                                                  | Miguel Maria de Sá Pais do Amaral |
|                                                     | Conde das Antas                                                                      | 16 de Maio de 1838                  | Francisco Xavier da Silva Pereira, 1.º Visconde e Barão das Antas | em vida                                                                                  | D. António Maria de Lancastre de Mello e Castro |
|                                                     | Conde dos Arcos                                                                      | 8 de Fevereiro de 1620              | D. Luís de Lima Brito e Nogueira | juro e herdade                                                                           | D. Pedro José Wagner de Noronha de Alarcão |
|                                                     | Conde de Arganil                                                                     | 25 de Setembro de 1472              | D. João Galvão, 36.º Bispo de Coimbra e 20.º Prior do Mosteiro de Santa Cruz de Coimbra                                                                                      | juro e herdade                                                                           | D. Virgílio Antunes, Bispo de Coimbra |
|                                                     | Conde de Arge                                                                        | 29 de Dezembro de 1898              | João Maria Eugénio de Almeida | em vida                                                                                  | Pedro Miguel Graça Eugénio de Almeida |
|                                                     | Conde de Ariz                                                                        | 24 de Março de 1890                 | António Joaquim Vieira de Magalhães, 1.º Visconde de Ariz | em vida                                                                                  | extinto |
|                                                     | Conde de Armamar                                                                     | 9 de Maio de 1639, em Madrid        | Rui de Matos de Noronha | juro e herdade                                                                           | Maria Manuela Botelho de Moraes Sarmento |
|                                                     | Conde de Armil                                                                       | 8 de Fevereiro de 1906              | Júlio do Rego Barreto da Fonseca Magalhães | em vida                                                                                  | extinto |
|                                                     | Conde de Arnoso                                                                      | 28 de Setembro de 1895              | Bernardo Pinheiro Correia de Melo | em vida                                                                                  | D. José Vicente Pinheiro de Melo de Bragança |
| Armas dos Condes de Arraiolos                       | Conde de Arraiolos                                                                   | 1371                                | D. Álvaro Pires de Castro, 1.º Conde de Viana da Foz do Lima e 1.º Condestável de Portugal                                                                                   | juro e herdade                                                                           | Duarte Pio de Bragança |
|                                                     | Conde da Arriaga                                                                     | 19 de Abril de 1890                 | Joaquim Pinto de Magalhães, 1.º Visconde da Arriaga | em vida                                                                                  | José Macedo de Oliveira Soares |
|                                                     | Conde de Arrochela                                                                   | 10 de Novembro de 1852              | Nicolau de Arrochela Vieira de Almeida Sodré | em vida                                                                                  | Bernardo Norton dos Reis de Arrochela Alegria |
| Armas dos Condes de Assumar                         | Conde de Assumar                                                                     | 11 de Abril de 1677                 | D. Pedro de Almeida | juro e herdade                                                                           | José Maria Pinto Basto Mascarenhas |
|                                                     | Conde da Atalaia (1ª Criação)                                                        | 21 de Dezembro de 1466              | D. Pedro Vaz de Melo | em vida                                                                                  | extinto |
| Armas dos Condes da Atalaia                         | Conde da Atalaia (2ª Criação)                                                        | 1583                                | D. Francisco Manuel de Ataíde | juro e herdade                                                                           | Luís Joaquim d'Orey Manuel |
| Armas dos Condes de Atouguia                        | Conde de Atouguia                                                                    | 17 de Dezembro de 1448              | D. Álvaro Gonçalves de Ataíde | juro e herdade                                                                           | extinto |
|                                                     | Conde de Aurora                                                                      | 1 de Setembro de 1887               | João Sá Coutinho Costa Sousa Macedo Sotomaior Barreto, 1.º Conde e 1.º Visconde de Aurora                                                                                    | em vida                                                                                  | José de Sousa de Macedo de Sá Coutinho |
| Armas dos Marqueses de Vagos e Condes de Aveiras    | Conde de Aveiras                                                                     | 24 de Fevereiro de 1640             | João da Silva Telo de Meneses, 3º Senhor de Aveiras | juro e herdade                                                                           | D. Maria Mafalda da Silva de Noronha Wagner |
|                                                     | Conde de Avelar                                                                      | 27 de Julho de 1901                 | António Gomes de Avelar, 1.º Visconde de Avelar | em vida                                                                                  | extinto |
| Armas dos Condes de Ávila                           | Conde de Ávila                                                                       | 13 de Fevereiro de 1864             | D. António José de Ávila | em vida                                                                                  | extinto |
|                                                     | Conde de Avilez                                                                      | 4 de Abril de 1838                  | Jorge de Avilez Juzarte de Sousa Tavares | em vida                                                                                  | Maria Francisca Trigueiros de Acciauoli de Avilez |
|                                                     | Conde de Avintes                                                                     | 17 de Fevereiro de 1664             | D. Luís de Almeida | juro e herdade                                                                           | Luís Maria de Almeida |
|                                                     | Conde de Azambuja                                                                    | 21 de Maio de 1763                  | D. António Rolim de Moura | juro e herdade                                                                           | Maria Joana Aouad de Mendoça de Siqueira |
|                                                     | Conde de Azarujinha                                                                  | 1890                                | António Augusto Dias de Freitas | em vida                                                                                  | D. Lourenço da Bandeira Manoel de Vilhena de Freitas                                                                                                 |
|                                                     | Conde da Azenha                                                                      | 27 de Setembro de 1852              | Correia Leite de Morais Almada e Castro, 2.º Visconde da Azenha | em vida                                                                                  | Bernardo de Almada Azenha de Simães e Castro |
|                                                     | Conde de Azevedo                                                                     | 23 de Novembro de 1876              | Francisco Lopes de Azevedo Velho da Fonseca, 1.º Visconde de Azevedo | em vida                                                                                  | extinto |
|                                                     | Conde de Azevedo e Silva                                                             | 1889                                | Fernando de Azevedo e Silva, 1.º Visconde de Azevedo e Silva | em vida                                                                                  | extinto |
|                                                     | Conde da Azinhaga                                                                    | 18 de Maio de 1849                  | Francisco de Paula de Saldanha Oliveira e Daun | em vida                                                                                  | D. António Neto de Saldanha de Oliveira e Sousa |
|                                                     | Conde de Azinhoso                                                                    | 10 de Janeiro de 1583               | D. Nuno Mascarenhas, 1.º Senhor de Palma | em vida                                                                                  | extinto |
|                                                     | Conde da Baía                                                                        | 3 de Setembro de 1833               | Manuel da Piedade Coutinho Pereira de Seabra, 1.º Visconde da Bahía | em vida                                                                                  | D. João Charters de Almeida |
|                                                     | Conde de Barbacena                                                                   | 23 de Setembro de 1816              | Luís António Furtado de Castro do Rio de Mendonça e Faro, 6.º Visconde de Barbacena                                                                                          | juro e herdade                                                                           | extinto |
| Armas dos Condes de Barcelos                        | Conde de Barbosa                                                                     | Dezembro de 1166                    | D. Sancho Nunes de Barbosa | em vida                                                                                  | |
|                                                     | Conde da Barca                                                                       | 27 de Dezembro de 1815              | António de Araújo e Azevedo | em vida                                                                                  | Maria da Assunção da Cunha e Menezes Pimenta da Gama                                                                                                 |
| Armas dos Condes de Barcelos                        | Conde de Barcelos                                                                    | 8 de Maio de 1298                   | D. João Afonso Teles de Meneses, 4.º Senhor de Albuquerque | juro e herdade (antes em vida, tendo sido renovado por 6 vezes)                          | Duarte Pio de Bragança |
|                                                     | Conde do Barreiro                                                                    | 23 de Dezembro de 1813              | D. Manuel José de Sousa Coutinho, 1.º Conde do Barreiro | em vida                                                                                  | D. Fernando Patrício de Portugal de Sousa Coutinho                                                                                                   |
|                                                     | Conde de Barros                                                                      | 5 de Setembro de 1893               | Estevão de Sousa Barros | em vida                                                                                  | extinto |
|                                                     | Conde de Basto (1ª Criação)                                                          | 12 de Setembro de 1582              | D. Fernando de Castro | juro e herdade                                                                           | D. Fernando Patrício de Portugal de Sousa Coutinho                                                                                                   |
|                                                     | Conde de Basto (2ª Criação)                                                          | 12 de Janeiro de 1829               | José António de Oliveira Leite de Barros | em vida                                                                                  | extinto |
|                                                     | Conde de Beirós                                                                      | 25 de Maio de 1887                  | António Tristão Correia de Lacerda e Lebrim, 1.º Visconde de Beirós | em vida                                                                                  | extinto |
|                                                     | Conde de Belmonte                                                                    | 13 de Maio de 1805                  | D. Vasco Manuel de Figueiredo Cabral da Câmara | juro e herdade                                                                           | Vasco Maria de Figueiredo Cabral da Câmara |
|                                                     | Conde da Bemposta                                                                    | 13 de Maio de 1824                  | Jean Guillaume Hyde de Neuville, depois 1.º Marquês da Bemposta | em vida                                                                                  | extinto |
|                                                     | Conde de Bertiandos                                                                  | 14 de Abril de 1852                 | Gonçalo Pereira da Silva de Sousa e Meneses, 1.º Visconde de Bertiandos | em vida                                                                                  | Ana Maria da Piedade Teles da Silva Caminha e Menezes                                                                                                |
|                                                     | Conde da Boavista                                                                    | 22 de Outubro de 1883               | Mariano Joaquim de Sousa Feio, 1.º Visconde da Boavista | em vida                                                                                  | Maria Matilde Almodôvar Feio de Paiva Raposo |
|                                                     | Conde de Bobadela                                                                    | 8 de Outubro de 1758                | Gomes Freire de Andrade | juro e herdade                                                                           | extinto |
|                                                     | Conde do Bolhão                                                                      | 9 de Maio de 1855                   | António Alves Sousa Guimarães, 1.º Barão do Bolhão | em vida                                                                                  | extinto |
|                                                     | Conde do Bonfim                                                                      | 4 de Abril de 1838                  | José Lúcio Travassos Valdez, 1.º Barão do Bonfim | em vida                                                                                  | Maria Teresa Saraiva Travassos Valdez |
|                                                     | Conde de Borba                                                                       | 16 de Março de 1486                 | D. Vasco Coutinho, depois 1.º Conde de Redondo | em vida                                                                                  | D. Fernando Patrício de Portugal de Sousa Coutinho                                                                                                   |
|                                                     | Conde da Borralha                                                                    | 5 de Abril de 1883                  | Gonçalo Caldeira Cid Leitão Pinto Albuquerque, 2.º Visconde da Borralha | em vida                                                                                  | Francisco Vidal Caldeira da Borralha |
|                                                     | Conde do Botelho                                                                     | 20 de Maio de 1896                  | José Bento de Arruda Coutinho Soares de Albergaria Botelho de Gusmão, 2.º Visconde do Botelho                                                                                | em vida                                                                                  | Gonçalo Vaz Gago da Câmara de Medeiros e Botelho |
|                                                     | Conde de Bovieiro                                                                    | 30 de Junho de 1890                 | José Monteiro Guedes Coelho Nobre Mourão, 1.º Visconde de Bovieiro | em vida                                                                                  | extinto |
|                                                     | Conde de Bracial                                                                     | 21 de Dezembro de 1882              | Jacinto Pais de Matos Falcão | em vida                                                                                  | extinto |
|                                                     | Conde de Burnay                                                                      | 7 de Agosto de 1886                 | Henrique Burnay | em vida                                                                                  | extinto |
|                                                     | Conde do Cabo de Santa Maria                                                         | 3 de Abril de 1905                  | Francisco Augusto da Silveira e Almeida, 1.º Visconde do Cabo de Santa Maria                                                                                                 | em vida                                                                                  | extinto |
|                                                     | Conde do Cabo de São Vicente                                                         | 7 de Dezembro de 1842               | Charles Napier, 1.º Visconde do Cabo de São Vicente | em vida                                                                                  | extinto |
|                                                     | Conde de Cabral                                                                      | 24 de Outubro de 1867               | José Bernardo da Silva Cabral | em vida                                                                                  | Gil de Almeida de Sousa de Macedo Guedes de Queiroz                                                                                                  |
|                                                     | Conde de Cacilhas                                                                    | 18 de Maio de 1824                  | Edward Thornton | em 3 vidas                                                                               | extinto |
|                                                     | Conde de Caetano Pinto                                                               | 18 de Dezembro de 1891              | Joaquim Caetano Pinto, 1.º Visconde de Caetano Pinto | em vida                                                                                  | extinto |
|                                                     | Conde da Calçada                                                                     | 4 de Outubro de 1872                | Diogo de Ornelas do Carvalhal Frazão Figueiroa, 1.º Visconde da Calçada | em vida                                                                                  | extinto |
|                                                     | Conde de Calhariz                                                                    | 2 de Outubro de 1823                | D. Alexandre de Sousa e Holstein (filho primogénito de D. Pedro de Sousa Holstein, 1.º Duque de Palmela; não sobreviveu ao pai)                                              | juro e herdade                                                                           | Pedro Domingos de Sousa e Holstein Beck |
|                                                     | Conde do Calhariz de Benfica                                                         | 1888                                | Luís Augusto Martins, 1.º Visconde do Calhariz de Benfica | em vida                                                                                  | extinto |
|                                                     | Conde de Calheiros                                                                   | 20 de Março de 1890                 | Francisco Lopes de Calheiros e Meneses | em vida                                                                                  | Francisco da Silva de Calheiros e Menezes |
|                                                     | Conde da Calheta                                                                     | 20 de Agosto de 1576                | Simão Gonçalves da Câmara | juro e herdade                                                                           | Bernardo de Vasconcelos e Sousa |
|                                                     | Conde de Camarido                                                                    | 16 de Julho de 1822                 | Nuno Freire de Andrade e Castro Falcão Figueiredo | em vida                                                                                  | extinto |
|                                                     | Conde de Caminha                                                                     | 5 de Julho de 1476                  | Pedro Alvarez de Sotomaior | em vida                                                                                  | extinto |
|                                                     | Conde de Campanhã                                                                    | 30 de Setembro de 1862              | Baltazar de Almeida Pimentel, 1.º Visconde e 1.º Barão de Campanhã | em vida                                                                                  | António Luís da Costa Pereira de Lacerda |
|                                                     | Conde de Campo Belo                                                                  | 10 de Fevereito de 1887             | Adriano de Paiva de Faria Leite Brandão | juro e herdade                                                                           | Diogo Leite Pereira de Lancastre Távora e Cernache                                                                                                   |
|                                                     | Conde de Canavial                                                                    | 22 de Maio de 1880                  | João da Câmara Leme Homem de Vasconcelos, 1.º Visconde de Cannavial | em vida                                                                                  | extinto |
| Armas dos Condes de Cantanhede                      | Conde de Cantanhede                                                                  | 6 de Agosto de 1479                 | D. Pedro de Meneses, 1.º Conde e 5.º Senhor de Cantanhede | juro e herdade                                                                           | Afonso de Bragança |
|                                                     | Conde de Caparica                                                                    | 10 de Maio de 1793                  | D. Francisco Xavier de Meneses da Silveira e Castro, depois 1.º Marquês de Valada                                                                                            | juro e herdade                                                                           | Frederico José da Cunha de Mendonça e Meneses |
|                                                     | Conde de Carcavelos                                                                  | 16 de Fevereiro de 1889             | Francisco de Campos de Azevedo Soares, 1.º Visconde de Carcavelos | em vida                                                                                  | |
|                                                     | Conde de Caria                                                                       | 14 de Agosto de 1879                | José Homem Machado Figueiredo Leitão, 1.º Visconde e 1.º Barão de Caria | em vida                                                                                  | Patrícia Anna Baldinger Mendes de Almeida |
|                                                     | Conde de Carnide                                                                     | 20 de Março de 1890                 | Guilherme Street de Arriaga Brum da Silveira e Cunha | em vida                                                                                  | Alexandre de Sousa de Arriaga e Cunha |
|                                                     | Conde de Carnota                                                                     | 9 de Agosto de 1870                 | John Smith Athelstane | em vida                                                                                  | extinto |
|                                                     | Conde da Carreira                                                                    | 1862                                | Luís António de Abreu e Lima, 1.º Visconde da Carreira | em vida                                                                                  | extinto |
|                                                     | Conde do Cartaxo                                                                     | 29 de Setembro de 1830              | D. José António de Mello | juro e herdade                                                                           | José António José de Mello |
|                                                     | Conde de Carvalhais                                                                  | 1826                                | D. José Maria de Almada Castro Noronha da Silveira Lobo | em vida                                                                                  | José Maria Carlos da Cunha Silveira e Lorena |
|                                                     | Conde do Carvalhal                                                                   | 13 de Outubro de 1835               | João José Xavier do Carvalhal Esmeraldo, 1.º Visconde do Carvalhal | em vida                                                                                  | D. Maria Inês de Magalhães e Menezes de Castro de Mendia                                                                                             |
|                                                     | Conde de Carvalhido                                                                  | 1 de Junho de 1884                  | Luís Augusto Ferreira de Almeida, 1.º Visconde de Carvalhido | em vida                                                                                  | extinto |
|                                                     | Conde do Casal                                                                       | 20 de Janeiro de 1847               | José de Barros Abreu Sousa e Alvim, 1.º Barão do Casal | em 2 vidas                                                                               | extinto |
|                                                     | Conde do Casal Ribeiro                                                               | 28 de Maio de 1870                  | José Maria Caldeira do Casal Ribeiro | juro e herdade                                                                           | José Maria do Casal Ribeiro |
|                                                     | Conde de Cascais                                                                     | 1898                                | D. Manuel Xavier Teles da Gama | juro e herdade                                                                           | Vasco Xavier Teles da Gama |
|                                                     | Conde da Castanheira                                                                 | 1 de Maio de 1532                   | D. António de Ataíde | juro e herdade                                                                           | Vasco Xavier Teles da Gama |
|                                                     | Conde do Castelo                                                                     | 1921                                | Maria das Dores Castelo de Sousa Prego | em vida                                                                                  | extinto |
|                                                     | Conde de Castelo Branco                                                              | 24 de Maio de 1870                  | Joaquim Trigueiros Martel, 1.º Visconde de Santiago | em vida                                                                                  | Maria João Rémus Trigueiros de Martel |
|                                                     | Conde de Castelo de Paiva                                                            | 20 de Junho de 1886                 | Martinho José Pinto de Meneses e Sousa Melo de Almeida Correia de Miranda Montenegro Pamplona                                                                                | em vida                                                                                  | extinto |
|                                                     | Conde de Castelo Melhor                                                              | 21 de Março de 1611                 | Rui Mendes de Vasconcelos | em vida                                                                                  | D. Bernardo João da Silveira de Vasconcelos e Sousa                                                                                                  |
|                                                     | Conde de Castelo Mendo (1ª Criação)                                                  | Século XVII                         | D. Jerónimo de Noronha | em vida                                                                                  | extinto |
|                                                     | Conde de Castelo Mendo (2ª Criação)                                                  | 29 de Outubro de 1908               | Fernando Carlos de Carvalho e Castro Morais de Almeida | em vida                                                                                  | extinto |
|                                                     | Conde de Castelo Novo                                                                | 1628                                | D. Jorge Mascarenhas, depois 1.º Marquês de Montalvão | juro e herdade                                                                           | extinto |
|                                                     | Conde de Castelo Rodrigo                                                             | 1594                                | D. Cristovão de Moura, depois 1.º Marquês de Castelo Rodrigo | juro e herdade                                                                           | extinto |
|                                                     | Conde de Castro                                                                      | 30 de Setembro de 1862              | José Joaquim Gomes de Castro, 1.º Visconde de Castro | em vida                                                                                  | João António Gomes de Castro |
|                                                     | Conde de Castro Daire                                                                | 30 de Abril de 1625                 | D. António Ataíde, 5.º Conde da Castanheira | juro e herdade                                                                           | extinto |
|                                                     | Conde de Castro e Sola                                                               | 15 de Março de 1894                 | Aires Frederico de Castro e Sola, 1.º Visconde de Castro e Sola | em vida                                                                                  | Fernando Luís Gonçalves de Castro e Solla |
|                                                     | Conde de Castro Guimarães                                                            | 23 de Setembro de 1909              | Manuel Inácio de Castro Guimarães | juro e herdade                                                                           | extinto |
|                                                     | Conde de Castro Marim                                                                | 19 de Agosto de 1823                | D. Francisco José da Cunha de Mendonça e Meneses, 1.º Marquês de Olhão | juro e herdade                                                                           | Pedro José da Cunha de Mendonça e Meneses |
|                                                     | Conde de Castro Minas                                                                | 27 de Agosto de 1896                | Joaquim de Sousa Pereira Pimenta de Castro Cirne de Morim | em vida                                                                                  | |
| Armas dos Marqueses de Marialva                     | Conde de Cavaleiros                                                                  | 14 de Novembro de 1802              | D. Rodrigo José António de Menezes | em duas vidas                                                                            | extinto |
|                                                     | Conde de Cedofeita                                                                   | 2 de Julho de 1875                  | Henrique Coelho de Sousa, 1.º Visconde de Cedofeita | em vida                                                                                  | extinto |
|                                                     | Conde de Chayes                                                                      | 24 de Março de 1904                 | Guido Chayes | em vida (renovado 1 vez)                                                                 | extinto |
| Armas do Conde de Coculim                           | Conde de Coculim                                                                     | 3 de Maio de 1666                   | D. Francisco Mascarenhas | juro e herdade                                                                           | Fernando José Fernandes Costa Mascarenhas |
|                                                     | Conde de Condeixa (1ª Criação)                                                       | 1853                                | Francisco de Lemos Ramalho Pereira de Azeredo Coutinho | em vida                                                                                  | extinto |
|                                                     | Conde de Condeixa (2ª Criação)                                                       | 25 de Outubro de 1874               | Maria Rita Ferreira dos Santos, esposa de João Maria Colaço de Magalhães Velasques Sarmento, 1.º Visconde de Condeixa                                                        | em vida                                                                                  | |
|                                                     | Conde de Correia Bettencourt                                                         | 6 de Dezembro de 1893               | Diogo de Bettencourt de Vasconcelos Correia e Ávila (filho de João de Bettencourt de Vasconcelos Correia e Ávila, 1.º Visconde de Bettencourt)                               | em vida                                                                                  | |
|                                                     | Conde da Costa                                                                       | 9 de Maio de 1875                   | José Guedes de Carvalho Meneses da Costa (filho de Francisco Guedes de Carvalho e Meneses da Costa, 1.º Visconde da Costa)                                                   | vitalício (2 vidas)                                                                      | extinto |
|                                                     | Conde de Costa Pereira                                                               | 16 de Abril de 1910 (data da carta) | Manuel António da Costa Pereira | em vida                                                                                  | extinto |
|                                                     | Conde do Refúgio (Covilhã)                                                           | 16 de Fevereiro de 1898             | Cândido Augusto de Albuquerque Calheiros, 1.º Conde do Refúgio | em vida                                                                                  | extinto |
|                                                     | Conde do Côvo                                                                        | 9 de Março de 1882                  | Gaspar Maria de Castro Lemos de Magalhães e Meneses Pamplona (filho de Sebastião de Castro e Lemos, 10.º Senhor da Casa do Côvo)                                             | juro e herdade                                                                           | Sebastião de Lancastre de Castro e Lemos |
|                                                     | Conde de Cuba                                                                        | 10 de Setembro de 1901              | D. Alexandre Domingos Henriques Pereira de Faria Saldanha de Lancastre | em vida                                                                                  | |
|                                                     | Conde da Cunha                                                                       | 15 de Março de 1760                 | D. António Álvares da Cunha | juro e herdade                                                                           | Anselmo José Teixeira Homem de Brederode |
|                                                     | Conde de Cunha Matos                                                                 | 14 de Janeiro de 1892               | Raimundo de Mendia y Cunha Matos, 1.º Visconde de Cunha Matos | em vida                                                                                  | extinto |
|                                                     | Conde de Daupias                                                                     | 19 de Junho de 1886                 | Pedro Eugénio Daupias, 1.º Visconde de Daupias | em vida (renovado 1 vez)                                                                 | extinto |
|                                                     | Conde das Devezas                                                                    | 23 de Agosto de 1890                | Francisco Pereira Pinto de Lemos | em vida                                                                                  | extinto |
|                                                     | Conde da Donalda                                                                     | Século XIX                          | Manuel José de Sarrea Tavares Garfeas e Torres | em vida                                                                                  | extinto |
|                                                     | Conde de Duparchy                                                                    | 14 de Maio de 1891                  | Jean Alexis Dauphin Duparchy, 1.º Barão de Duparchy | em vida                                                                                  | extinto |
|                                                     | Conde de Ega                                                                         | 25 de Fevereiro de 1758             | Manuel de Saldanha de Albuquerque e Castro | juro e herdade                                                                           | extinto |
|                                                     | Conde de Ephrussi                                                                    | 13 de Janeiro de 1890               | Miguel Ephrussi, 1.º Visconde de Ephrussi | em vida                                                                                  | extinto |
| Armas dos Condes da Ericeira                        | Conde da Ericeira                                                                    | 1 de Março de 1622                  | D. Diogo de Meneses (5.º filho de D. Diogo de Meneses, 3.º Senhor de Louriçal)                                                                                               | juro e herdade                                                                           | extinto |
|                                                     | Conde de Ervideira                                                                   | 23 de Dezembro de 1903              | José Perdigão Rosado de Carvalho, 1.º Visconde de Ervideira | em vida                                                                                  | |
|                                                     | Conde da Esperança                                                                   | 22 de Setembro de 1878              | José Maria Barahona Fragoso Cordovil Gama Lobo, 1.º Visconde da Esperança | em vida                                                                                  | |
|                                                     | Conde de Estarreja                                                                   | 31 de Dezembro de 1902              | João Carlos da Costa de Sousa de Macedo | juro e herdade                                                                           | João António de Almeida da Costa de Sousa de Macedo                                                                                                  |
|                                                     | Conde da Estrela                                                                     | 17 de Janeiro de 1873               | Joaquim Manuel Monteiro, 1.º Visconde e 1.º Barão da Estrela | em vida                                                                                  | extinto |
|                                                     | Conde de Évora-Monte                                                                 | 2 de Outubro de 1797                | Manuel de Godoy, 1.º Príncipe da Paz, 1.º Duque de Alcudia e 1.º Duque de Sueca (títulos espanhóis)                                                                          | em vida com Honras de Parente da Casa Real                                               | D. Bernardo Calvo de Barrientos Martin das Armas (Portugal) e D. Luis Carlos Ruspoli y Sanchiz, 6º Duque de Sueca (Espanha)                          |
| Armas dos Condes de Faro                            | Conde de Faro                                                                        | 22 de Maio de 1469                  | D. Afonso de Bragança, 2º Conde de Odemira jure uxoris | juro e herdade                                                                           | extinto |
|                                                     | Conde de Farrobo                                                                     | 4 de Abril de 1833                  | Joaquim Pedro Quintela, 2.º Barão de Quintela | juro e herdade                                                                           | Joaquim Pedro José Furtado Quintela Saldanha |
| Armas dos Condes da Feira                           | Conde da Feira                                                                       | 1481                                | D. Rui Pereira (filho de D. Fernão Pereira, senhor de Santa Maria da Feira)                                                                                                  | juro e herdade                                                                           | extinto |
|                                                     | Conde da Feitosa                                                                     | 30 de Janeiro de 1890               | João Manuel Fernandes Feitosa, 1.º Visconde da Feitosa | em vida                                                                                  | extinto |
|                                                     | Conde de Felgueiras                                                                  | 3 de Agosto de 1907                 | António de Assis Teixeira de Magalhães | em vida                                                                                  | |
|                                                     | Conde dos Fenais                                                                     | 10 de Abril de 1902                 | Amâncio da Silveira Gago da Câmara | em vida                                                                                  | |
|                                                     | Conde de Ferreira                                                                    | 6 de Agosto de 1850                 | Joaquim Ferreira dos Santos, 1.º Visconde de Ferreira e 1.º Barão de Ferreira                                                                                                | em vida                                                                                  | extinto |
|                                                     | Conde de Ficalho (Antigo)                                                            | 1599                                | Francisca de Aragão | juro e herdade                                                                           | extinto |
|                                                     | Conde de Ficalho (Moderno)                                                           | 25 de Abril de 1789                 | D. Isabel Josefa de Breyner e Meneses | em vida                                                                                  | |
|                                                     | Conde da Figueira                                                                    | 13 de Maio de 1810                  | D. José Maria Rita de Castelo Branco | juro e herdade                                                                           | Bento do Carmo de Sousa e Vasconcelos de Carvalho |
|                                                     | Conde de Figueiredo Magalhães                                                        | 6 de Setembro de 1894               | Francisco Bento Alexandre de Figueiredo Magalhães, 1.º Visconde de Gomiei | em vida                                                                                  | extinto |
|                                                     | Conde de Figueiró                                                                    | 1620                                | Francisco de Vasconcelos, 5.º Senhor do Morgado do Esporão | em vida                                                                                  | |
|                                                     | Conde de Fijô                                                                        | 28 de Outubro de 1903               | António de Castro Pereira Corte-Real, 1.º Visconde de Fijô | em vida                                                                                  | |
|                                                     | Conde da Folgosa                                                                     | 5 de Dezembro de 1885               | António de Sousa e Sá | em vida                                                                                  | extinto |
|                                                     | Conde de Fontalva                                                                    | 30 de Janeiro de 1890               | Alfredo Ferreira dos Anjos | em vida                                                                                  | |
|                                                     | Conde da Fonte Bela                                                                  | 12 de Outubro de 1870               | Mariana Isabel de Meneses Amorim (esposa de Jacinto Inácio Rodrigues da Silveira, 1.º Barão da Fonte Bela)                                                                   | em vida                                                                                  | |
|                                                     | Conde da Fonte Nova                                                                  | 2 de Junho de 1851                  | Bento da França Pinto de Oliveira, 1.º Visconde e 1.º Barão da Fonte Nova e 1.º Barão de Mondim                                                                              | em vida                                                                                  | extinto |
|                                                     | Conde de Fornos de Algodres                                                          | 12 de Março de 1866                 | João Maria de Abreu Castelo-Branco, 1.º Visconde de Fornos de Algodres | por duas vidas                                                                           | |
|                                                     | Conde da Foz                                                                         | 15 de Setembro de 1862              | Gil Guedes Correia de Queiroz, 1.º Visconde e 1.º Barão da Foz | em vida                                                                                  | |
|                                                     | Conde de Foz de Arouce                                                               | 22 de Maio de 1886                  | Francisco Augusto Furtado de Mesquita Paiva Pinto, 1.º Visconde de Foz de Arouce                                                                                             | em vida                                                                                  | |
|                                                     | Conde de Franco e Almodôvar                                                          | 10 de Abril de 1890                 | Emílio Ernesto de Franco, 1.º Marquês e 1.º Visconde de Franco e Almodôvar                                                                                                   | em vida                                                                                  | extinto |
|                                                     | Conde do Funchal                                                                     | 17 de Dezembro de 1808              | D. Domingos António de Sousa Coutinho, depois 1.º Marquês do Funchal | em vida                                                                                  | extinto (o título foi elevado a Marquês) |
|                                                     | Conde das Galveias                                                                   | 10 de Novembro de 1691              | Dinis de Melo e Castro | juro e herdade                                                                           | Martinho Lobo de Almeida Melo de Castro |
|                                                     | Conde de Geraz do Lima                                                               | 26 de Agosto de 1848                | Júlia Sofia de Almeida Brandão e Sousa | em 2 vidas                                                                               | extinto (1923) |
|                                                     | Conde de Gouveia                                                                     | 20 de Maio de 1879                  | D. Afonso Serpa Leitão Freire Pimentel, depois 1.º Marquês de Gouveia (Moderno)                                                                                              | em vida                                                                                  | extinto (o título foi elevado a Marquês) |
|                                                     | Conde da Graciosa                                                                    | 12 de Junho de 1852                 | Fernando Afonso Giraldes de Melo Sampaio Pereira, 1º visconde e depois 1º marquês da Graciosa                                                                                | vitalício (renovado)                                                                     | extinto (título elevado a Marquês) |
|                                                     | Conde da Guarda                                                                      | 19 de Junho de 1860                 | Luís de Oliveira e Almeida Calheiros e Meneses | juro e herdade                                                                           | Sebastião Manuel de Lancastre |
|                                                     | Conde de Guazava                                                                     | 11 de Agosto de 1493                | Reinaldo de Chateaubriand | em vida                                                                                  | extinto |
|                                                     | Conde de Guimarães                                                                   | 1464                                | D. Fernando II, 3.º Duque de Bragança | juro e herdade                                                                           | extinto (o título foi elevado a Duque) |
|                                                     | Conde de Idanha-a-Nova (Antigo)                                                      | 1 de Outubro de 1582                | Pedro Alcáçova Carneiro | em vida                                                                                  | extinto |
|                                                     | Conde de Idanha-a-Nova (Moderno)                                                     | 17 de Junho de 1892                 | Jerónimo Trigueiros de Aragão Martel da Costa, 1.º Visconde do Outeiro | em vida                                                                                  | extinto |
|                                                     | Conde da Ilha da Madeira                                                             | 26 de Outubro de 1833               | D. Álvaro da Costa de Sousa de Macedo | em vida                                                                                  | extinto |
|                                                     | Conde da Ilha do Príncipe                                                            | 4 de Fevereiro de 1640              | Luís Carneiro de Sousa | em vida                                                                                  | extinto |
|                                                     | Conde de Itacolumi                                                                   | 22 de Dezembro de 1883              | José Ferreira da Silva Júnior, 1.º Visconde de Itacolumi | em vida                                                                                  | |
|                                                     | Conde de Jácome Correia                                                              | 3 de Maio de 1890                   | Pedro Jácome Correia | em vida                                                                                  | extinto |
|                                                     | Conde de Jimenez de Molina                                                           | 22 de Dezembro de 1892              | Manuel Carvajal y Jiménez de Molina | em vida                                                                                  | extinto |
|                                                     | Conde do Juncal                                                                      | 17 de Abril de 1890                 | Carlos Pinto Vieira da Mota | em vida (renovado 1 vez)                                                                 | extinto |
|                                                     | Conde da Junqueira                                                                   | 9 de Abril de 1874                  | José da Paz de Castro Seabra | em vida                                                                                  | extinto |
|                                                     | Conde de Laborim                                                                     | 22 de Outubro de 1862               | José Joaquim Gerardo de Sampaio, 1.º Visconde de Laborim | em vida                                                                                  | extinto |
|                                                     | Conde de Lagoaça                                                                     | 31 de Outubro de 1866               | António José Antunes Navarro, 1.º Visconde de Lagoaça | em vida                                                                                  | extinto |
|                                                     | Conde de Lancastre                                                                   | 11 de Setembro de 1873              | D. António Manuel de Saldanha e Lancastre, 1.º Visconde de Lancastre | em vida                                                                                  | |
|                                                     | Conde da Lapa                                                                        | 31 de Agosto de 1822                | D. Manuel de Almeida e Vasconcelos | em duas vidas                                                                            | extinto (1942) |
|                                                     | Conde de Lavradio (1ª Criação)                                                       | 16 de Março de 1670                 | Luís de Mendonça Furtado e Albuquerque | em vida                                                                                  | extinto |
|                                                     | Conde de Lavradio (2ª Criação)                                                       | 17 de Janeiro de 1725               | D. António de Almeida Soares Portugal, 1.º Marquês de Lavradio e 4.º Conde de Avintes                                                                                        | em vida                                                                                  | |
|                                                     | Conde de Leça                                                                        | 28 de Julho de 1906                 | José Leite Nogueira Pinto | em vida                                                                                  | extinto |
|                                                     | Conde de Leiria                                                                      | 13 de Janeiro de 1890               | António Augusto Pereira de Vasconcelos de Sousa, 1.º Visconde de Leiria | em vida                                                                                  | |
|                                                     | Conde de Leopoldina                                                                  | 7 de Novembro de 1891               | Henrique Lowndes | em vida                                                                                  | extinto |
|                                                     | Conde de Lindoso                                                                     | 10 de Fevereiro de 1887             | João Peixoto da Silva Almeida Macedo e Carvalho, 1.º Marquês e Visconde de Lindoso                                                                                           | em vida                                                                                  | extinto |
|                                                     | Conde de Linhares (1ª Criação)                                                       | 13 de Maio de 1532                  | D. António de Noronha | juro e herdade                                                                           | extinto |
| Armas dos Condes de Linhares                        | Conde de Linhares (2ª Criação)                                                       | 17 de Dezembro de 1808              | D. Rodrigo de Sousa Coutinho | em vida                                                                                  | |
|                                                     | Conde da Lobata                                                                      | 1 de Julho de 1886                  | João António de Macedo Araújo e Costa, 1.º Barão e Visconde da Lobata | em vida                                                                                  | extinto |
|                                                     | Conde de Loulé                                                                       | 12 de Novembro de 1471              | D. Henrique de Meneses, 4.º Conde de Viana do Alentejo, 3.º Conde de Viana da Foz do Lima e 1.º Conde de Valença (este último título foi substituído pelo de Conde de Loulé) | juro e herdade                                                                           | extinto |
|                                                     | Conde da Lourinhã                                                                    | 25 de Abril de 1824                 | D. Domingas Isabel de Noronha | em vida                                                                                  | extinto |
|                                                     | Conde da Lousã                                                                       | 27 de Março de 1765                 | D. João de Lancastre | juro e herdade                                                                           | Teresa Maria Bleck de Lancastre |
|                                                     | Conde de Lumbrales                                                                   | 23 de Abril de 1889                 | Ricardo Pinto da Costa | em vida                                                                                  | |
|                                                     | Conde de Lumiares (Antigo)                                                           | 2 de Novembro de 1607               | D. Manuel de Moura, depois 2.º Marquês de Castelo Rodrigo | juro e herdade                                                                           | extinto |
|                                                     | Conde de Lumiares (Moderno)                                                          | 29 de Outubro de 1753               | Carlos Carneiro de Sousa e Faro, 5.º Conde da Ilha do Prícipe | em vida (renovado por 6 vezes) - (este título substituiu o de Conde da Ilha do Príncipe) | |
|                                                     | Conde de Macedo                                                                      | 30 de Julho de 1890                 | Henrique de Macedo Pereira Coutinho | em vida                                                                                  | extinto |
|                                                     | Conde de Machico                                                                     | 22 de Novembro de 1825              | Charles Stuart, Barão de Rothsay (título inglês); depois 1.º Marquês de Angra                                                                                                | em vida                                                                                  | extinto |
|                                                     | Conde de Macieira                                                                    | 21 de Abril de 1887                 | Henrique Eugénio Macieira, 1.º Visconde de Macieira | em vida                                                                                  | |
|                                                     | Conde de Mafra                                                                       | 1 de Janeiro de 1836                | D. Lourenço José Xavier de Lima | em vida                                                                                  | |
|                                                     | Conde de Magalhães                                                                   | 24 de Maio de 1870                  | António Joaquim Vieira de Magalhães, 1.º Barão de Magalhães | em vida                                                                                  | extinto |
|                                                     | Conde de Maém                                                                        | 19 de Agosto de 1893                | D. José Joaquim de Noronha, 1.º Visconde de Maém | em vida                                                                                  | D. Angelina Maria Malbouisson Paulino de Noronha |
|                                                     | Conde de Mangualde                                                                   | 17 de Maio de 1905                  | Francisco de Almeida Cardoso e Albuquerque, 1.º Visconde de Mangualde | em vida                                                                                  | |
|                                                     | Conde de Margaride                                                                   | 4 de Março de 1877                  | Luís Cardoso Martins da Costa Macedo, 7.º Senhor da Casa de Margaride | em vida                                                                                  | |
| Armas dos Condes de Marialva                        | Conde de Marialva                                                                    | 1440                                | Vasco Fernandes Coutinho, 3.º Marechal de Portugal | juro e herdade                                                                           | extinto |
|                                                     | Conde de Marim                                                                       | 13 de Setembro de 1897              | António José Maria da Horta Telles Machado de Franca | em vida                                                                                  | |
|                                                     | Conde de Martens Ferrão                                                              | 17 de Junho de 1892                 | Francisco Roberto da Silva Ferrão de Carvalho Martens | em vida                                                                                  | extinto |
|                                                     | Conde de Massarelos                                                                  | 15 de Março de 1469                 | João Rodrigues de Sá, Senhor de Sever | em vida                                                                                  | extinto |
|                                                     | Conde de Matosinhos e São João da Foz                                                | 2 de Dezembro de 1580               | Francisco Sá Meneses Matosinhos | em vida                                                                                  | |
|                                                     | Conde de Melo                                                                        | 24 de Janeiro de 1835               | Luís Francisco Estêvão Soares de Melo da Silva Breyner, 1.º Conde e 19.º Senhor de Melo                                                                                      | em vida                                                                                  | |
|                                                     | Conde de Mendia                                                                      | 13 de Novembro de 1890              | Eugénio de Mendia y Cunha Matos, depois 1.º Marquês de Mendia | juro e herdade                                                                           | Eduardo Guedes de Queirós de Mendia |
|                                                     | Conde de Mértola                                                                     | 31 de Março de 1668                 | Marechal Frederico Armando de Schomberg, 1º Duque de Shomberg | juro e herdade                                                                           | extinto (1719) |
|                                                     | Conde de Mesquita                                                                    | 1901                                | Augusto César Ferreira de Mesquita | em vida                                                                                  | extinto |
|                                                     | Conde de Mesquitela (Antigo)                                                         | 14 de Maio de 1658                  | D. Rodrigo de Castro, Senhor do Morgado do Torrão | juro e herdade                                                                           | extinto |
| Armas dos Condes de Mesquitela                      | Conde de Mesquitela (Moderno)                                                        | 28 de Fevereiro de 1818             | D. Luís da Costa de Sousa de Macedo e Albuquerque, 3.º Visconde de Mesquitela, Senhor da Quinta da Bacalhoa e 5.º Barão de Mullingar (este último título é britânico)        | juro e herdade                                                                           | Luís Alberto Oulman da Costa de Sousa de Macedo |
|                                                     | Conde de Miranda do Corvo                                                            | 21 de Março de 1611                 | Henrique de Sousa Tavares | juro e herdade                                                                           | Afonso de Bragança |
|                                                     | Conde da Moita                                                                       | 9 de Julho de 1824                  | José António de Aragón Azlor y Pignatelli de Aragón, 13.º Duque de Villahermosa (título espanhol)                                                                            | em vida com Honras de Parente da Casa Real (renovado por 3 vezes)                        | extinto |
|                                                     | Conde de Molelos (concedido por D. Miguel I no exílio, não tendo efectividade legal) | Século XIX                          | António Vieira de Tovar de Magalhães e Albuquerque, 2.º Visconde de Molelos e Senhor da Casa de Folhadosa                                                                    | em vida                                                                                  | extinto |
|                                                     | Conde de Monforte                                                                    | 29 de Novembro de 1830              | Joaquim da Costa de Montealegre, 1.º Conde de Montealegre de la Ribera (título espanhol)                                                                                     | em vida                                                                                  | extinto |
| Armas dos Condes de Monsanto                        | Conde de Monsanto (1.ª Criação)                                                      | 21 de Maio de 1460                  | D. Álvaro de Castro | juro e herdade (em vida até 23 de Outubro de 1582)                                       | extinto |
|                                                     | Conde de Monsanto (2.ª Criação)                                                      | 3 de Agosto de 1900                 | Cândido Cardoso Calado, 1.º Visconde de Monsanto | em vida                                                                                  | extinto |
|                                                     | Conde de Monsaraz                                                                    | 3 de Janeiro de 1890                | António de Macedo Papança, 1.º Visconde de Monsaraz | em vida                                                                                  | |
|                                                     | Conde de Monte Real                                                                  | 21 de Outubro de 1907               | Artur Porto de Melo e Faro | em vida                                                                                  | |
|                                                     | Conde de Mossâmedes                                                                  | 19 de Maio de 1886                  | José de Almeida, 1.º Visconde de Mossâmedes | em vida                                                                                  | |
|                                                     | Conde de Moser                                                                       | 23 de Janeiro de 1890               | Eduardo de Moser, 1.º Visconde de Moser | em vida                                                                                  | |
|                                                     | Conde de Moura                                                                       | 22 de Fevereiro de 1868             | Ana Alexandrovna Apraksina, esposa de D. João António Lobo de Moura, 1.º visconde de Moura                                                                                   | em vida                                                                                  | extinto |
|                                                     | Conde de Muge                                                                        | 1640                                | Pedro Álvares Pereira, Senhor da Serra Leoa | em vida                                                                                  | extinto |
|                                                     | Conde de Murça                                                                       | 6 de Fevereiro de 1826              | D. Miguel António de Melo de Abreu Soares de Brito Barbosa Palha Vasconcelos Guedes                                                                                          | juro e herdade                                                                           | Jorge Maria de Sousa e Holstein de Mello |
|                                                     | Conde de Napier de São Vicente                                                       | 7 de Dezembro de 1842               | em vida | (Desconhecido)                                                                           | extinto |
| Armas dos Condes de Neiva                           | Conde de Neiva                                                                       | Século XIV                          | D. Gonçalo Teles de Menezes, 1º Senhor de Cantanhede | juro e herdade                                                                           | Duarte Pio de Bragança |
|                                                     | Conde de Nevogilde                                                                   | 19 de Maio de 1909                  | Claudino Correia Lousada, 1.º Visconde de Nevogilde | em vida                                                                                  | extinto |
|                                                     | Conde de Nova Goa                                                                    | 7 de Junho de 1864                  | D. Luís Caetano de Castro e Almeida Pimentel de Sequeira e Abreu | em vida                                                                                  | |
| Armas do Conde de Óbidos                            | Conde de Óbidos                                                                      | 1636                                | D. Vasco Mascarenhas, Vice-Rei da Índia e Vice-Rei do Brasil | Honras de Parente (1749) juro e herdade (1777)                                           | José Luís de Melo de Vasconcelos e Sousa |
|                                                     | Conde de Odemira                                                                     | 9 de Outubro de 1446                | D. Sancho de Noronha | juro e herdade                                                                           | extinto |
|                                                     | Conde de Oeiras                                                                      | 15 de Julho de 1759                 | Sebastião José de Carvalho e Melo, depois 1.º Marquês de Pombal | juro e herdade                                                                           | Sebastião José de Carvalho Daun e Lorena |
|                                                     | Conde dos Olivais                                                                    | 16 de Setembro de 1886              | Júlio Pinto Leite, marido de Clotilde da Veiga Araújo, 2ª Viscondessa dos Olivais                                                                                            | em vida                                                                                  | extinto |
|                                                     | Conde de Oliveira dos Arcos                                                          | 26 de Outubro de 1829               | D. Fernando António de Almeida e Silva | em vida                                                                                  | |
|                                                     | Conde de Olivença                                                                    | 21 de Julho de 1476                 | D. Rodrigo Afonso de Melo | em vida                                                                                  | extinto |
|                                                     | Conde de Oriola                                                                      | 16 de Setembro de 1653              | D. Luís Lobo, 7.º Barão de Alvito | em vida                                                                                  | |
|                                                     | Conde de Ottolini                                                                    | 8 de Maio de 1890                   | Manuel Sarmento Ottolini, 1.º Visconde de Ottolini |                                                                                          | |
| Armas dos Condes de Ourém                           | Conde de Ourém                                                                       | 1370                                | D. João Afonso Telo de Meneses, 4.º Conde de Barcelos | juro e herdade                                                                           | Duarte Pio de Bragança |
|                                                     | Conde de Paço de Arcos                                                               | 13 de Outubro de 1890               | Carlos Eugénio Corrêa da Silva, 1.º Visconde de Paço de Arcos | em vida                                                                                  | |
|                                                     | Conde de Paço de Vitorino                                                            | 7 de Fevereiro de 1907              | Francisco de Abreu de Lima Pereira Coutinho | em vida                                                                                  | |
|                                                     | Conde do Paço do Lumiar                                                              | 14 de Outubro de 1881               | António Maria da Costa Bueno e Nieto Cevallos de Vilalobos Hidalgo y Moscoso, 2.º Visconde do Paço do Lumiar                                                                 | em vida                                                                                  | |
|                                                     | Conde de Paçô Vieira                                                                 | 3 de Setembro de 1896               | Alfredo Vieira Coelho Peixoto de Vilas-Boas, 2.º Barão de Paçô Vieira | em vida                                                                                  | extinto |
|                                                     | Conde de Palma de Almeida                                                            | 1 de Outubro de 1908                | José Henriques Palma Almeida, 1.º Visconde de Palma de Almeida | em vida                                                                                  | extinto |
|                                                     | Conde de Palmela                                                                     | 11 de Abril de 1812                 | D. Pedro de Sousa Holstein, depois 1.º Marquês de Palmela, 1.º Duque do Faial e 1.º Duque de Palmela                                                                         | juro e herdade                                                                           | extinto (o título foi elevado a Marquês) |
| Armas dos Condes de Alcoutim                        | Conde de Parati                                                                      | 4 de Dezembro de 1813               | D. Miguel Rafael António de Noronha | em vida                                                                                  | |
|                                                     | Conde de Pedroso de Albuquerque                                                      | 11 de Abril de 1881                 | António Pedroso de Albuquerque, 1.º Visconde de Pedroso de Albuquerque | em vida                                                                                  | extinto |
| Armas do Conde de Penafiel                          | Conde de Penafiel                                                                    | 17 de Dezembro de 1798              | Manuel José da Maternidade da Matta de Sousa Coutinho | em vida                                                                                  | |
| Armas dos Condes de Penaguião                       | Conde de Penaguião                                                                   | 10 de Fevereiro de 1583             | D. João Rodrigues de Sá | juro e herdade                                                                           | José Maria da Piedade de Lancastre e Távora |
|                                                     | Conde de Penalva                                                                     | 2 de Abril de 1662                  | D. Maria Drago de Portugal | em vida                                                                                  | extinto |
|                                                     | Conde de Penalva de Alva                                                             | 14 de Outubro de 1886               | Eugénia Henriqueta Alves Valdez (viúva de José Rodrigues Penalva, 1.º Visconde de Penalva de Alva)                                                                           | em vida                                                                                  | |
|                                                     | Conde de Penamacor                                                                   | 1475                                | Lopo de Albuquerque | em vida                                                                                  | |
|                                                     | Conde de Penela                                                                      | 24 de Outubro de 1471               | D. Afonso de Vasconcelos e Meneses | em vida                                                                                  | extinto |
|                                                     | Conde de Penha Firme                                                                 | 19 de Agosto de 1853                | George Rose Sartorius, 1.º Visconde da Piedade e 1.º Visconde do Mindelo | em vida                                                                                  | extinto |
|                                                     | Conde de Penha Garcia                                                                | 29 de Janeiro de 1900               | José Capelo Franco Frazão | em vida                                                                                  | |
|                                                     | Conde de Penha Longa                                                                 | 4 de Março de 1886                  | Sebastião Pinto Leite, 1.º Visconde da Gandarinha | em vida                                                                                  | extinto |
| Armas dos Marqueses de Angeja                       | Conde de Peniche                                                                     | 6 de Dezembro de 1806               | D. Caetano José de Noronha e Albuquerque | em vida                                                                                  | |
|                                                     | Conde de Pereira Marinho                                                             | 7 de Março de 1881                  | Joaquim Pereira Marinho, 1.º Barão e Visconde de Pereira Marinho | em vida                                                                                  | extinto |
|                                                     | Conde de Pinhel                                                                      | 6 de Abril de 1893                  | Manuel António de Almeida, 1.º Visconde de Pinhel | em vida                                                                                  | |
|                                                     | Conde de Podentes                                                                    | 24 de Novembro de 1865              | Jerónimo Dias de Azevedo Vasques de Almeida e Vasconcelos, 1.º Visconde de Podentes                                                                                          | em vida                                                                                  | extinto |
|                                                     | Conde de Pomarão                                                                     | 25 de Novembro de 1897              | James Mason, 1.º Visconde de Mason de São Domingos e 1.º Barão de Pomarão | em vida                                                                                  | extinto |
| Armas dos Condes de Pombeiro                        | Conde de Pombeiro                                                                    | 2 de Abril de 1662                  | D. Pedro de Castelo-Branco da Cunha, 1.º Conde e 12.º Senhor de Pombeiro e 1.º Visconde de Castelo Branco (Antigo)                                                           | juro e herdade                                                                           | José António de Castelo-Branco de Macedo Soares |
|                                                     | Conde da Ponte                                                                       | 16 de Maio de 1661                  | Francisco de Melo e Torres, depois 1.º Marquês de Sande | juro e herdade                                                                           | Álvaro Ferrão de Castelo-Branco |
|                                                     | Conde da Ponte de Santa Maria                                                        | 10 de Março de 1842                 | António Vicente de Queirós, 1.º barão de Ponte de Santa Maria | em vida                                                                                  | |
|                                                     | Conde de Pontével                                                                    | 2 de Abril de 1662                  | Nuno da Cunha e Ataíde | em vida                                                                                  | |
| Armas dos Condes de Portalegre                      | Conde de Portalegre                                                                  | 1498                                | D. Diogo da Silva, Senhor de Celorico da Beira e de Gouveia | juro e herdade                                                                           | extinto |
|                                                     | Conde de Porto Brandão                                                               | 14 de Junho de 1884                 | Tomás da Silva Brandão | em vida                                                                                  | extinto |
|                                                     | Conde de Porto Covo da Bandeira                                                      | 15 de Setembro de 1843              | Joaquim Costa Bandeira, 2.º Barão e 1.º Visconde de Porto Côvo da Bandeira                                                                                                   | em vida                                                                                  | |
|                                                     | Conde de Porto Santo (Antigo)                                                        | 1640                                | Francisco de Vasconcelos da Cunha | em vida                                                                                  | extinto |
|                                                     | Conde de Porto Santo (Moderno)                                                       | 26 de Outubro de 1823               | António de Saldanha da Gama | em vida                                                                                  | |
|                                                     | Conde da Póvoa                                                                       | 3 de Julho de 1823                  | Henrique Teixeira de Sampaio, 1.º Barão de Teixeira | em vida                                                                                  | |
|                                                     | Conde de Povolide                                                                    | 6 de Janeiro de 1709                | Tristão da Cunha Ataíde, 1.º Conde e 9.º Senhor de Povolide de Povolide | juro e herdade                                                                           | Maria Mafalda da Silva de Noronha Wagner |
| Armas dos Condes do Prado                           | Conde do Prado                                                                       | 1 de Janeiro de 1526                | D. Pedro de Sousa | juro e herdade                                                                           | João de Castro de Mendia |
|                                                     | Conde do Prado da Selva                                                              | 21 de Dezembro de 1853              | D. Maria Emília de Almada Quadros Lencastre Saldanha e Albuquerque | em vida                                                                                  | extinto |
|                                                     | Conde da Praia da Vitória                                                            | 8 de Dezembro de 1832               | Teotónio de Ornelas Bruges Paim da Câmara, 1.º Conde da Vila da Praia da Vitória e 1.º Visconde de Bruges                                                                    | em vida                                                                                  | extinto |
|                                                     | Conde da Praia e Monforte                                                            | 9 de Janeiro de 1881                | D. António Borges de Medeiros Dias da Câmara e Sousa, 2.º Visconde da Praia e depois 1.º Marquês da Praia e Monforte                                                         | em vida                                                                                  | extinto |
|                                                     | Conde de Prime                                                                       | 21 de Agosto de 1879                | José Porfírio de Campos Rebelo, 1.º Visconde e 2.º Barão de Prime | em vida                                                                                  | extinto |
|                                                     | Conde de Proença-a-Velha                                                             | 11 de Dezembro de 1890              | António de Gouveia Osório Metelo de Vasconcelos, 1.º Visconde de Proença-a-Velha                                                                                             | em vida                                                                                  | |
|                                                     | Conde de Quinta das Canas                                                            | 20 de Junho de 1870                 | D. José Maria de Vasconcelos Azevedo Silva e Carvajal, 1.º Visconde de Quinta das Canas e 1.º Visconde de Canas                                                              | em vida                                                                                  | extinto |
|                                                     | Conde de Amieira                                                                     | 1900                                | (Desconhecido) | (Desconhecido)                                                                           | (desconhecido) |
| Armas dos Condes de Redinha                         | Conde da Redinha                                                                     | 20 de Agosto de 1776                | José Francisco Xavier Maria de Carvalho Melo e Daun, depois 3.º Marquês de Pombal e 3.º Conde de Oeiras                                                                      | juro e herdade                                                                           | José Alexandre Bourbon de Lancastre Bobone |
|                                                     | Conde de Redondo (é o título não real que teve mais titulares)                       | 2 de Junho de 1500                  | D. Vasco Coutinho, 1.º Conde de Borba | juro e herdade                                                                           | Fernando Patrício de Portugal de Sousa Coutinho |
|                                                     | Conde do Refúgio                                                                     | 10 de Junho de 1891                 | Cândido Augusto de Albuquerque Calheiros, depois 1.º Conde da Covilhã | em vida                                                                                  | extinto |
|                                                     | Conde de Rego Botelho                                                                | 4 de Janeiro de 1894                | António Maria Holtreman do Rego Botelho de Faria | em vida                                                                                  | extinto |
|                                                     | Conde de Rendufe                                                                     | 13 de Outubro de 1852               | Simão da Silva Ferraz de Lima e Castro, 1.º Barão de Rendufe | em vida                                                                                  | D. Ana Clara Mendes Rodrigues de Macedo Cabral Boeder                                                                                                |
|                                                     | Conde de Reriz                                                                       | Século XIX                          | D. António Maria de Vasconcelos e Meneses, 1.º Visconde de Reriz e 1.° Marquês de Reriz                                                                                      | em vida                                                                                  | extinto (elevado a Marquês) |
|                                                     | Conde de Resende                                                                     | 9 de Junho de 1754                  | D. António José de Castro, Senhor de Resende | juro e herdade                                                                           | João de Castro de Mendia |
|                                                     | Conde do Restelo                                                                     | 17 de Fevereiro de 1877             | Pedro Augusto Franco | em vida                                                                                  | extinto |
|                                                     | Conde de Ribandar                                                                    | 19 de Setembro de 1890              | Joaquim Mourão Garcez Palha, 1.º Visconde de Ribandar | em vida                                                                                  | |
| Armas dos Condes de Ribeira Grande                  | Conde da Ribeira Grande                                                              | 15 de Setembro de 1662              | D. Manuel Luís Baltazar da Camara, 1.º Conde de Vila Franca | juro e herdade                                                                           | José Cabral Gonçalves Zarco da Camara |
|                                                     | Conde de Ribeiro da Silva                                                            | 25 de Junho de 1887                 | Libânio Ribeiro da Silva, 1.º Visconde de Ribeiro da Silva | em vida                                                                                  | extinto |
|                                                     | Conde de Ribeiro Real                                                                | 16 de Fevereiro de 1899             | João Bettencourt de Araújo do Carvalhal Esmeraldo, 1.º Visconde de Ribeiro Real                                                                                              | em vida                                                                                  | extinto |
|                                                     | Conde de Rilvas                                                                      | 30 de Setembro de 1862              | Simão Félix de Calça e Pina, 1.º Visconde e Barão de Rilvas | em vida                                                                                  | |
|                                                     | Conde do Rio Grande                                                                  | 5 de Março de 1689                  | Lopo Furtado de Mendonça | em vida                                                                                  | extinto (1730) |
|                                                     | Conde de Rio Maior                                                                   | 18 de Novembro de 1802              | João Vicente de Saldanha Oliveira e Sousa | juro e herdade                                                                           | João Vicente de Saldanha Oliveira e Sousa |
|                                                     | Conde de Rio Pardo                                                                   | 29 de Julho de 1815                 | D. Diogo de Sousa | em vida                                                                                  | extinto |
|                                                     | Conde de Sabrosa                                                                     | 15 de Novembro de 1900              | José Gonçalves Guimarães Serôdio | em vida                                                                                  | extinto |
|                                                     | Conde de Sabugal                                                                     | 20 de Fevereiro de 1582             | D. Duarte de Castelo-Branco | juro e herdade                                                                           | José Luís de Melo de Vasconcelos e Sousa |
|                                                     | Conde de Sabugosa                                                                    | 19 de Setembro de 1729              | Vasco Fernandes César | juro e herdade                                                                           | António Maria de Mello Silva César e Meneses |
|                                                     | Conde de Safira                                                                      | Século XIX                          | Augusto Dâmaso Miguéns da Silva Ramalho da Costa, 1.º Visconde de Safira | em vida                                                                                  | extinto |
|                                                     | Conde de Saldanha                                                                    | 14 de Janeiro de 1833               | João Carlos Saldanha Oliveira Daun, 1.º Conde, Marquês e Duque de Saldanha                                                                                                   | juro e herdade                                                                           | João Carlos Duarte de Saldanha Oliveira e Daun |
|                                                     | Conde de Samodães                                                                    | 26 de Julho de 1842                 | Francisco de Paula de Azeredo Teixeira de Carvalho, 1.º Visconde de Samodães                                                                                                 | em vida                                                                                  | extinto |
|                                                     | Conde de Sandomil                                                                    | 12 de Março de 1732                 | Pedro Mascarenhas | juro e herdade                                                                           | extinto |
|                                                     | Conde de Santa Catarina                                                              | 3 de Setembro de 1894               | Manuel Rebelo Borges de Castro da Camara Lemos, 2.º Visconde de Santa Catarina                                                                                               | em vida                                                                                  | D. Alexandra Maria Alves de Sousa Rebelo |
| Armas do Conde de Santa Cruz                        | Conde de Santa Cruz                                                                  | 3 de Outubro de 1593                | D. Francisco Mascarenhas, 1.º Conde de Vila da Horta | juro e herdade                                                                           | extinto |
|                                                     | Conde de Santa Eulália (de São Martinho de Pindo, Penalva do Castelo)                | 10 de Novembro de 1870              | António Augusto de Mello e Castro d'Abreu, 1.º Visconde de Santa Eulália | em vida                                                                                  | extinto |
|                                                     | Conde de Santa Eulália (de Santa Eulália da Serra, Seia)                             | 3 de Setembro de 1908               | Aleixo Queirós Ribeiro de Sotomaior de Almeida e Vasconcelos | em vida                                                                                  | extinto |
|                                                     | Conde de Santa Isabel                                                                | 26 de Junho de 1890                 | Joaquim Honorato Ferreira, 3.º Visconde de Santa Isabel | em vida                                                                                  | extinto |
|                                                     | Conde de Santa Luzia                                                                 | 2 de Dezembro de 1885               | José Joaquim Machado Ferraz, 1.º Visconde de Santa Luzia | em vida                                                                                  | extinto |
|                                                     | Conde de Santa Marinha                                                               | 17 de Março de 1892                 | António Teixeira Rodrigues, 1.º Visconde de Santa Marinha | em vida                                                                                  | extinto |
|                                                     | Conde de Santar                                                                      | 23 de Janeiro de 1904               | José Pedro Paulo Melo Figueiredo Pais Amaral, 2.º Visconde de Taveiro | em vida                                                                                  | |
|                                                     | Conde de Santiago de Beduído                                                         | 12 de Novembro de 1667              | Lourenço de Sousa Meneses | em vida                                                                                  | extinto |
|                                                     | Conde de Santiago de Lobão                                                           | 22 de Fevereiro de 1908             | Lino Henrique Bento de Sousa, 1.º Visconde de Santiago de Lobão | em vida                                                                                  | extinto |
|                                                     | Conde de Santo André                                                                 | 24 de Fevereiro de 1887             | António Justino da Costa, 1.º Visconde de Santo André | em vida                                                                                  | extinto |
|                                                     | Conde de São Bento                                                                   | 6 de Maio de 1886                   | Manuel José Ribeiro, 1.º Visconde de São Bento | em vida                                                                                  | extinto |
|                                                     | Conde de São Cosme do Vale                                                           | 24 de Agosto de 1905                | Bernardino Ferreira da Costa e Sousa, 1.º Visconde de São Cosme do Vale | em vida                                                                                  | extinto |
|                                                     | Conde de São Januário                                                                | 27 de Abril de 1889                 | Januário Correia de Almeida, 1.º Barão, Visconde e Conde de São Januário | em vida                                                                                  | extinto |
| Armas dos Condes de São João da Pesqueira           | Conde de São João da Pesqueira                                                       | 21 de Março de 1611                 | Luís Álvares de Távora, 15.º Senhor de Távora | juro e herdade                                                                           | extinto (1759) |
|                                                     | Conde de São João de Ver                                                             | 25 de Julho de 1904                 | João Augusto da Cunha Sampaio Maia | em vida                                                                                  | extinto |
|                                                     | Conde de São Joaquim                                                                 | 22 de Maio de 1890                  | Joaquim Lopes Lebre, 1.º Barão e Visconde de São Joaquim | em vida                                                                                  | extinto |
|                                                     | Conde de São Lourenço                                                                | 26 de Junho de 1640                 | Pedro da Silva | juro e herdade                                                                           | António Vasco de Mello da Silva César de Meneses |
|                                                     | Conde de São Mamede                                                                  | 2 de Março de 1869                  | Rodrigo Pereira Felício, 1.º Visconde de São Mamede | em vida                                                                                  | extinto |
|                                                     | Conde de São Marçal                                                                  | 7 de Novembro de 1891               | Tomás Quintino Antunes, 1.º Visconde de São Marçal | em vida                                                                                  | extinto |
|                                                     | Conde de São Martinho                                                                | 3 de Março de 1829                  | Ascenço de Siqueira Freire | juro e herdade                                                                           | Maria Joana Aouad de Mendoça de Siqueira |
|                                                     | Conde de São Miguel                                                                  | 25 de Junho de 1633                 | Francisco Nuno Álvares Botelho | juro e herdado                                                                           | D. Pedro José Wagner de Noronha de Alarcão, 14º Conde dos Arcos, 12º Conde de São Miguel, 6º Visconde de Trancoso, 3º Conde de Vila Nova da Carveira |
|                                                     | Conde de São Paio                                                                    | 18 de Dezembro de 1764              | António de São Paio Melo e Castro Moniz Torres de Lusignan | juro e herdade                                                                           | Maria Madalena de São Paio e Albuquerque de Mendoça Furtado                                                                                          |
|                                                     | Conde de São Salvador de Matosinhos                                                  | 29 de Janeiro de 1880               | João José dos Reis, 1.º Visconde de São Salvador de Matosinhos | em vida                                                                                  | extinto |
|                                                     | Conde de São Vicente                                                                 | 2 de Abril de 1666                  | D. João Nunes da Cunha - Vice-Rei da Índia | em vida                                                                                  | José Maria Carlos da Cunha Silveira e Lorena |
|                                                     | Conde de Sarmento                                                                    | 30 de Setembro de 1862              | João Ferreira Sarmento, 1.º Barão e Visconde de Sarmento | em vida                                                                                  | extinto |
|                                                     | Conde de Sarzedas                                                                    | 31 de Outubro de 1630               | D. Rodrigo Lobo da Silveira | juro e herdade                                                                           | Emanuel Leopoldo Rebocho da Silveira e Lorena |
|                                                     | Conde de Sebastião de Pinho                                                          | 29 de Julho de 1891                 | Sebastião de Pinho | em vida                                                                                  | extinto |
| Armas dos Condes de Viana                           | Conde de Seia (Antigo)                                                               | 1373                                | Henrique Manoel de Vilhena. | em vida                                                                                  | extinto |
| Armas dos Marqueses de Marialva                     | Conde de Seia (Moderno)                                                              | 13 de Maio de 1820                  | D. António Manuel de Meneses | em vida                                                                                  | D. Duarte d'Orey Manoel |
|                                                     | Conde de Seisal                                                                      | 26 de Janeiro de 1871               | José Maurício Correia Henriques, 1.º Barão e Visconde de Seisal | em vida                                                                                  | Maria Luísa Corrêa Henriques |
|                                                     | Conde de Seixas                                                                      | 24 de Dezembro de 1906              | Roque Augusto de Seixas, 1.º Barão de Seixas | em vida                                                                                  | extinto |
|                                                     | Conde de Selir                                                                       | 20 de Maio de 1886                  | João Carlos da Horta Machado da Franca | em vida                                                                                  | Francisco José Simões de Almeida da Franca de Horta Machado                                                                                          |
|                                                     | Conde de Sena                                                                        | 28 de Novembro de 1889              | João Monteiro Pinto da Fonseca Vaz | em vida                                                                                  | extinto |
|                                                     | Conde de Sena Fernandes                                                              | 16 de Março de 1893                 | Bernardino de Sena Fernandes, 1.º Visconde e Barão de Sena Fernandes | em vida                                                                                  | extinto |
|                                                     | Conde de Serém                                                                       | 18 de Abril de 1643                 | D. Fernando Mascarenhas | juro e herdade                                                                           | extinto |
|                                                     | Conde da Serra da Tourega                                                            | 26 de Dezembro de 1889              | Estevão António Tormenta Pinheiro, 1.º Visconde de Serra da Tourega | em vida                                                                                  | extinto |
|                                                     | Conde de Serra Largo                                                                 | 11 de Janeiro de 1896               | Alexander Cameron Mackenzie, 1.º Visconde de Serra Largo | em vida                                                                                  | extinto |
|                                                     | Conde de Sieuve de Meneses                                                           | 16 de Novembro de 1893              | José Maria Sieuve de Meneses, 1.º Visconde de Sieuve de Meneses | em vida                                                                                  | D. Fernando Gastão de Sousa Sieuve de Menezes |
|                                                     | Conde da Silvã                                                                       | 3 de Novembro de 1852               | D. João de Melo Manoel da Câmara | em vida                                                                                  | extinto |
|                                                     | Conde de Silva Monteiro                                                              | 22 de Dezembro de 1875              | António da Silva Monteiro, 1.º Visconde de Silva Monteiro | em vida                                                                                  | extinto |
|                                                     | Conde de Silva Sanches                                                               | 1 de Maio de 1871                   | Carolina Augusta da Gama | em vida (renovado 1 vez)                                                                 | extinto |
|                                                     | Conde de Silves                                                                      | 7 de Julho de 1897                  | Francisco Manuel Pereira Caldas, 1.º Visconde de Silves | em vida                                                                                  | extinto |
|                                                     | Conde de Simas                                                                       | 14 de Novembro de 1901              | Manuel Simas | em vida                                                                                  | extinto |
|                                                     | Conde de Sintra                                                                      | 16 de Julho de 1823                 | António da Cunha Grã Ataíde e Melo | em vida                                                                                  | Maria Mafalda da Silva de Noronha Wagner |
| Brasao Sobral                                       | Conde de Sobral                                                                      | 13 de Dezembro de 1844              | Hermano José Braamcamp de Almeida Castelo-Branco, 1.º Visconde e 2.º Barão de Sobral                                                                                         | em vida                                                                                  | António Macedo Santos Braamcamp Sobral |
|                                                     | Conde de Sortelha                                                                    | 22 de Julho de 1527                 | D. Luís da Silveira | em vida                                                                                  | D. José Maria da Piedade de Lancastre e Távora |
|                                                     | Conde de Soure                                                                       | 15 de Outubro de 1652               | D. João da Costa | em vida                                                                                  | D. Fernando Patrício de Portugal de Sousa Coutinho                                                                                                   |
|                                                     | Conde de Sousa Coutinho                                                              | 28 de Setembro de 1863              | D. Maria das Dores de Sousa Coutinho | em vida                                                                                  | extinto |
|                                                     | Conde de Sousa e Faro                                                                | 21 de Outubro de 1907               | Claudino Augusto Carneiro de Sousa e Faro | em vida                                                                                  | extinto |
|                                                     | Conde de Sousa Rosa                                                                  | 25 de Novembro de 1906              | Tomás de Sousa Rosa | em vida                                                                                  | extinto |
|                                                     | Conde de Stucky de Quay                                                              | 19 de Dezembro de 1907              | Joseph Émile Stucky de Quay | em vida                                                                                  | extinto |
|                                                     | Conde de Subserra                                                                    | 2 de Julho de 1823                  | Manuel Inácio Martins Pamplona Corte-Real | em vida                                                                                  | extinto |
|                                                     | Conde de Sucena                                                                      | 9 de Setembro de 1904               | José Rodrigues de Sucena, 1.º Visconde de Sucena | em vida                                                                                  | extinto |
|                                                     | Conde da Tabueira                                                                    | 19 de Julho de 1901                 | João Cardoso Valente | em vida                                                                                  | extinto |
|                                                     | Conde da Taipa                                                                       | 3 de Julho de 1823                  | D. Gastão da Camara Coutinho Pereira de Sande | em vida                                                                                  | extinto |
|                                                     | Conde de Tarouca                                                                     | 24 de Abril de 1499                 | D. João de Meneses, Senhor de Tarouca | em vida                                                                                  | extinto |
|                                                     | Conde de Tavarede                                                                    | 18 de Março de 1848                 | D. João de Almada Quadros Sousa e Lencastre, 1.º Barão de Tavarede | em vida                                                                                  | extinto |
|                                                     | Conde de Tentúgal                                                                    | 1 de Janeiro de 1504                | D. Rodrigo de Melo, depois 1.º Marquês de Ferreira | juro e herdade com Honras de Parente da Casa Real (em vida até 1610)                     | Rosalinda Aurora Felicidade Álvares Pereira de Melo                                                                                                  |
|                                                     | Conde de Terena                                                                      | 28 de Setembro de 1835              | Sebastião Correia de Sá, 1.º Visconde de São Gil de Perre e depois 1.º Marquês de Terena                                                                                     | em vida                                                                                  | extinto |
|                                                     | Conde de Tojal                                                                       | 14 de Setembro de 1844              | João Gualberto de Oliveira, 1.º Barão de Tojal | em vida                                                                                  | extinto |
|                                                     | Conde de Tomar                                                                       | 8 de Setembro de 1845               | António Bernardo da Costa Cabral, depois 1.º Marquês de Tomar | em vida (renovado por 3 vezes)                                                           | extinto |
|                                                     | Conde de Tondela                                                                     | 23 de Fevereiro de 1899             | José de Aragão da Costa Lacerda da Vitória | em vida                                                                                  | extinto |
| Armas do Conde da Torre                             | Conde da Torre                                                                       | 26 de Julho de 1638                 | D. Fernando Mascarenhas (pai de D. João Mascarenhas, 1.º Marquês de Fronteira e 2.º Conde da Torre)                                                                          | juro e herdade                                                                           | Fernando José Fernandes Costa Mascarenhas |
|                                                     | Conde de Torre Bela                                                                  | 6 de Setembro de 1894               | Russel Manners Gordon | em vida                                                                                  | extinto |
|                                                     | Conde de Torres Novas                                                                | 12 de Setembro de 1855              | António César Vasconcelos Correia, 1.º Visconde de Torres Novas | em vida                                                                                  | extinto |
|                                                     | Conde de Torres Vedras                                                               | Século XVI                          | D. Martim Soares de Alarcão | em vida                                                                                  | |
|                                                     | Conde de Tovar                                                                       | 10 de Abril de 1890                 | António Maria Tovar de Lemos | em vida                                                                                  | extinto |
|                                                     | Conde de Trancoso                                                                    | 13 de Maio de 1811                  | William Carr Beresford, depois 1.º Marquês de Campo Maior | em vida                                                                                  | extinto |
|                                                     | Conde da Trindade                                                                    | 22 de Dezembro de 1881              | José António de Sousa Basto, 1.º Visconde da Trindade | em vida                                                                                  | extinto |
|                                                     | Conde de Unhão                                                                       | 7 de Junho de 1630                  | Fernão Telo Meneses | juro e herdade                                                                           | Maria Constança Teles Gama Soares Cardoso |
|                                                     | Conde de Valadares                                                                   | 20 de Junho de 1702                 | D. Miguel Luís de Meneses | em vida                                                                                  | Maria Mafalda da Silva de Noronha Wagner |
|                                                     | Conde de Valbom                                                                      | 5 de Abril de 1875                  | Joaquim Tomás Lobo de Ávila (sempre renovado até à actualidade) | em vida                                                                                  | extinto |
|                                                     | Conde de Valbranca                                                                   | 20 de Janeiro de 1890               | Emil Weiss, 1.º Visconde de Valbranca | em vida                                                                                  | extinto |
|                                                     | Conde do Vale da Rica                                                                | 14 de Julho de 1897                 | Gaspar Xavier da Cunha Lima de Sousa e Melo, 1.º Barão do Vale da Rica | em vida                                                                                  | extinto |
| Armas dos Condes de Vale de Reis                    | Conde de Vale de Reis                                                                | 16 de Agosto de 1628                | Nuno de Mendoça | juro e herdade                                                                           | sem titular |
|                                                     | Conde de Vale Flor                                                                   | Fim do Século XIX                   | José Constantino Dias, 1.º Visconde, Conde e Marquês de Vale Flor | em vida                                                                                  | extinto |
|                                                     | Conde de Valença                                                                     | 20 de Julho de 1464                 | D. Henrique de Meneses, 4.º Conde de Viana do Alentejo, 3.º Conde de Viana da Foz do Lima e 1.º Conde de Loulé                                                               | juro e herdade                                                                           | extinto |
|                                                     | Conde de Valenças                                                                    | 3 de Março de 1887                  | Luís Leite Pereira Jardim | em vida                                                                                  | |
|                                                     | Conde de Verride                                                                     | 14 de Novembro de 1901              | João Lobo de Santiago Gouveia | em vida                                                                                  | extinto |
| Armas dos Condes de Viana                           | Conde de Viana                                                                       | 8 de Fevereiro de 1692              | D. José de Meneses | em vida                                                                                  | José Manuel Berquó de Mendonça de Seabra de Menezes                                                                                                  |
|                                                     | Conde de Vialonga                                                                    | 21 de Abril de 1903                 | João de Benjamim Pinto | em vida                                                                                  | extinto |
| Armas dos Condes de Viana (da Foz do Lima)          | Conde de Viana (da Foz do Lima)                                                      | Século XIV                          | D. Álvaro Pires de Castro, 1.º Conde de Arraiolos | em vida                                                                                  | extinto |
| Armas dos Condes de Viana (do Alentejo)             | Conde de Viana (do Alentejo)                                                         | 1373                                | D. João Afonso Telo de Meneses | em vida                                                                                  | extinto |
| Armas dos Marqueses de Nisa e Condes da Vidigueira) | Conde da Vidigueira                                                                  | 1519                                | D. Vasco da Gama, Vice-Rei da Índia | juro e herdade                                                                           | Maria Constança Teles da Gama Soares Cardoso |
|                                                     | Conde de Vila da Horta                                                               | Século XVI                          | D. Francisco Mascarenhas, depois 1.º Conde de Santa Cruz de juro e herdade                                                                                                   | em vida                                                                                  | extinto |
|                                                     | Conde de Vila da Praia da Vitória                                                    | 8 de Dezembro de 1832               | Teotónio de Ornelas Bruges Paim da Câmara, 1.º Conde da Praia da Vitória e 1.º Visconde de Bruges                                                                            | em vida                                                                                  | extinto |
|                                                     | Conde de Vila de Pangim                                                              | 29 de Setembro de 1829              | D. Maria Leonor Teresa da Câmara | em vida                                                                                  | extinto |
|                                                     | Conde de Vila Flor (Antigo)                                                          | 14 de Julho de 1606                 | Luís Enríquez de Almansa | em vida                                                                                  | extinto |
| Armas dos Condes de Vila Flor                       | Conde de Vila Flor (Moderno)                                                         | 23 de Julho de 1661                 | D. Sancho Manoel de Vilhena | juro e herdade (anteriormente em vida)                                                   | D. Lourenço da Bandeira Manoel de Vilhena de Freitas                                                                                                 |
|                                                     | Conde de Vila Franca                                                                 | 7 de Junho de 1583                  | Rui Gonçalves da Câmara | em vida                                                                                  | extinto |
|                                                     | Conde de Vila Franca do Campo                                                        | 4 de Agosto de 1870                 | D. Pedro da Costa de Sousa de Macedo | em vida                                                                                  | extinto |
|                                                     | Conde de Vila Nova de Cerveira                                                       | 19 de Maio de 1866                  | D. Pedro José Nazareno de Noronha | juro e herdado                                                                           | D. Pedro José Wagner de Noronha de Alarcão, 14º Conde dos Arcos, 12º Conde de São Miguel, 6º Visconde de Trancoso, 3º Conde de Vila Nova da Carveira |
| Armas dos Condes de Vila Nova de Portimão           | Conde de Vila Nova de Portimão                                                       | 28 de Maio de 1504                  | D. Martinho Castelo Branco | juro e herdade                                                                           | José Maria da Piedade de Lancastre e Távora |
|                                                     | Conde de Vila Pouca                                                                  | 11 de Abril de 1848                 | Rodrigo de Sousa Teixeira da Silva Alcoforado, 1.º Visconde de Vila Pouca | em vida                                                                                  | |
|                                                     | Conde de Vila Pouca de Aguiar                                                        | 6 de Agosto de 1647                 | António Teles de Meneses | em vida                                                                                  | extinto |
| Armas dos Condes de Vila Real                       | Conde de Vila Real (1ª Criação)                                                      | 1424                                | D. Pedro de Meneses, 2.º Conde de Viana do Alentejo | juro e herdade                                                                           | extinto |
|                                                     | Conde de Vila Real (2ª Criação)                                                      | 3 de Julho de 1823                  | D. José Luís de Sousa Botelho Mourão e Vasconcelos | em vida                                                                                  | |
| Armas dos Marqueses de Angeja                       | Conde de Vila Verde                                                                  | 10 de Dezembro de 1654              | D. António de Noronha, 1.º Conde e 12.º Senhor de Vila Verde | juro e herdade                                                                           | |
|                                                     | Conde de Vilalva                                                                     | 1908                                | José Maria Eugénio de Almeida | em vida                                                                                  | extinto |
| Armas dos Condes de Vilar Maior                     | Conde de Vilar Maior                                                                 | 27 de Janeiro de 1653               | Fernão Teles de Meneses | em vida                                                                                  | |
|                                                     | Conde de Vilar Seco                                                                  | 4 de Dezembro de 1890               | Joaquim Augusto Ponces de Carvalho | em vida                                                                                  | extinto |
|                                                     | Conde de Vilas Boas                                                                  | 20 de Maio de 1907                  | Fernando de Magalhães e Meneses, 3.º Barão de Vilalva Guimarães | sucessão                                                                                 | José de Magalhães e Meneses |
|                                                     | Conde de Vilela                                                                      | 18 de Abril de 1907                 | José Luís Fernandes Vilela, 1.º Visconde de Vilela | em vida                                                                                  | extinto |
| Armas dos Condes do Vimeiro                         | Conde do Vimeiro                                                                     | 18 de Outubro de 1811               | Arthur Wellesley, 1.º Duque de Wellington (título inglês) e depois 1.º Marquês de Torres Vedras e 1.º Duque da Vitória                                                       | em vida                                                                                  | |
| Armas dos Condes de Vimieiro                        | Conde do Vimieiro                                                                    | 1614                                | D. Francisco de Faro | em vida                                                                                  | |
| Armas dos Condes de Vimioso                         | Conde de Vimioso                                                                     | 2 de Fevereiro de 1515              | D. Francisco de Portugal | juro e herdade com Honras de Parente da Casa Real                                        | Fernando Patrício de Portugal de Sousa Coutinho |
|                                                     | Conde de Vinhais                                                                     | 20 de Janeiro de 1847               | Simão da Costa Pessoa, 1.º visconde de Vinhais | em vida                                                                                  | |
|                                                     | Conde de Vinhó                                                                       | 9 de Maio de 1906                   | António Homem Machado Figueiredo Abreu Castelo Branco | em vida                                                                                  | extinto |
|                                                     | Conde de Vizela                                                                      | 22 de Dezembro de 1900              | Diogo José Cabral | em vida                                                                                  | extinto |
|                                                     | Conde de Wilson                                                                      | 8 de Outubro de 1891                | Eduardo Pellew Wilson | em vida                                                                                  | |